# Vladimír Štědroň
Vladimír Štědroň (30. března 1900 Vyškov – 12. prosince 1982 Brno) byl český právník, klavírista, varhaník, violista, dirigent, hudební skladatel a pedagog.

## Život
Byl synem vojenského hudebníka, kapelníka, ředitele kůru a učitele hudby ve Vyškově, Františka Štědroně (1868–1928). U otce získal základní hudební vzdělání i první praxi a již ve 14 letech začínal komponovat. Ve Vyškově vystudoval gymnázium, ale již v té době se podílel na hudebním životě města. Hrál na klavír, varhany, violu a dokonce i dirigoval. Vstoupil na Právnickou fakultu Univerzity Karlovy v Praze a během studia práv navštěvoval i konzervatoř, kde studoval skladbu u Josefa Bohuslava Foerstera, Vítězslava Nováka a Josefa Suka. Současně působil i jako sbormistr a klavírní doprovazeč.
Po absolvování Právnické fakulty se stal sekretářem Vrchního soudu v Brně a na Masarykově univerzitě navštěvoval přednášky z hudební vědy. Za nacistické okupace byl okresním soudcem v Klatovech a v letech 1945–1950 v Kolíně. Od roku 1950 pracoval jako právník Finanční prokuratury v Praze a v letech 1950–1951 působil jako lektor na Akademii múzických umění. Zároveň byl pověřen přednáškami na Pedagogické fakultě Univerzity Karlovy a na Konzervatoři.
Ve svých skladbách byl pokračovatelem svých učitelů Vítězslava Nováka a Josefa Suka. Byl skladatelem bohaté invence a živého smyslu pro zvukovou barevnost a vroucí výraz.
Jeho bratři byli rovněž vynikajícími hudebníky. Miloš Štědroň (1902–1970) a Jan Štědroň (1907–1981) byli znamenitými houslisty a Bohumír Štědroň (1905–1982) se stal jedním z předních českých muzikologů. Hudbě se věnují i jeho synovci, skladatel, pedagog a muzikolog Miloš Štědroň a zpěvák a herec Jiří Štědroň.

## Dílo

### Melodramy
- Rákosí (1921)
- Moře (1921)

### Klavírní skladby
- Dumka (1920)
- Humoreska (1920)
- Burleska (1928)
- Deux momente musical (1953, čestné uznání Svazu československých skladatelů)
- Sonatina (1957)
- Pět prostých skladbiček (1963)

### Komorní hudba
- 1. smyčcový kvartet (1921)
- Vánoční fantasie na lidovou píseň pro smyčcové kvarteto (1923)
- Ukolébavka pro housle a klavír (1941)
- 2. smyčcový kvartet (1945)
- Švédský motiv pro housle a klavír (1955)
- Malá domácí suita pro dvoje housle a violu (1937)

### Orchestrální skladby
- Předehra k Fidlovačce (1916)
- Fantastické scherzo (1920)
- Přeludy (symfonická báseň, 1936, cena ČAVU)
- Slavnostní vojenský pochod (1951)
- Lidové taneční fantasie (čestné uznání SČS, 1955)
- Poetická polka (1952)
- Babička tančí (1954)
- Symfonická předehra „Alla Marcia“ (1957)

### Písně
- Svítání (písňový cyklus, 1921)
- Na zemi své (1944)
- Probuzení (1920)
- Láska (1920)
- Hanácká (1933)
- Dež bode nejhůř (1941)
- Štěstí (1944)

### Sbory
- Dětem (cyklus dětských sborů s doprovodem houslí, 1954)
- Ukolébavka (slova Jaroslav Seifert, 1942)
- Jdou stíny duší (slova Jaroslav Vrchlický, 1920, cena pěveckého svoru Smetana)
- Učedníci (slova Adolf Heyduk, 1920)
- Na té naší Hané (1939)
- Ostravští havíři (slova Petr Bezruč, 1953)